# Pista brevibranchiata
Pista brevibranchiata är en ringmaskart som beskrevs av Moore 1923. Pista brevibranchiata ingår i släktet Pista och familjen Terebellidae. Inga underarter finns listade i Catalogue of Life.